# Bourg-Saint-Maurice
Bourg-Saint-Maurice este o comună în departamentul Savoie din sud-estul Franței. În 2009 avea o populație de 7.650 de locuitori.

## Evoluția populației
| An        | 1975  | 1982  | 1990  | 1999  | 2006  | 2009  |
| --------- | ----- | ----- | ----- | ----- | ----- | ----- |
| Populație | 4.748 | 5.839 | 6.056 | 6.747 | 7.634 | 7.650 |